# Juan Carreño Sandoval
Juan Carreño Sandoval (14 de agosto de 1907, Cidade do México - 16 de dezembro de 1940, Cidade do México) foi um futebolista mexicano que jogou pelo Club de Fútbol Atlante.em 1930,ele foi convocado pelo treinador Juan Luque de Serrallonga para a Copa do Mundo de 1930. Carreño jogou nos três jogos do México na competição, contra França (no qual ele fez o único gol do México na partida, se tornando o primeiro futebolista mexicano a marcar um gol em copas do mundo), Argentina e Chile.
Juan Carreño marcou o primeiro gol nos Jogos Olímpicos de 1928.